# バッド・ワールド・ツアー
「バッド・ワールド・ツアー」（英: Bad World Tour）は、マイケル・ジャクソンが1987年9月12日から1989年1月27日まで開催した自身初のワールドツアー。16か月に渡り、15か国にて123公演が開催され、440万人が来場、1億2500万ドルの売り上げを記録した。

## エピソード
1987年9月12日 - 10月12日：日本公演
※人物の役職は当時のもの
- 「日本テレビ開局35年・読売テレビ開局30年記念企画」として開催され（読売テレビは大阪公演のみ）、NTT・ペプシコーラがスポンサーとなった。
- 9月9日、マイケルは自身のキャリア初となるソロツアーのため、来日。日本へ向かう機内では、同行した専属シェフによるベジタリアンメニューのみを食べ、機内食には手をつけなかった。
- 宿泊するホテルのベッドルームにはダンスフロアが設けられ、マイケルはフロアを汗で水浸しにするほど、ダンスの練習に打ち込んだ。ロサンゼルスへ国際電話をかけ、ボイストレーナーのセス・リッグスを相手に、電話越しでボイストレーニングにも励んだ。
- ペットのチンパンジー・バブルスもファーストクラスで来日し、マイケルと同じホテルに泊まった。バブルスは、カメラの前でムーンウォークを披露したり、中曽根康弘首相から儀式用の刀剣を授けられたりもしている。
- この年の日本公演は、当初は9回（東京・後楽園球場、西宮・阪急西宮スタジアム、横浜・横浜スタジアムで各3回）の予定だったが、あまりのチケット需要の高さのため、さらに5回（横浜で2回、大阪・大阪スタヂアムで3回）が追加された。
- アルバム制作で多忙を極めていたマイケルは、ツアーの準備に十分な時間が割けなかった。そのため、1987年の曲目は、その3年前に行われた ジャクソンズの「ヴィクトリー・ツアー」内容をほぼ踏襲したものとなっている。終盤にヴィクトリー・ツアーでは演奏しなかった「スリラー」「キャント・ストップ・ラヴィング・ユー」「BAD」を追加している。
- この年のステージデザインのコンセプトは、マイケル主演で前年に公開されたディズニーランドの3D映像アトラクション「キャプテンEO」にちなみ、不時着した宇宙船となっている。
- バックアップシンガーの1人として、メジャーデビュー前のシェリル・クロウが参加。ステージでは、マイケルと「キャント・ストップ・ラヴィング・ユー」をデュエットした。
- 来日時、マイケルは味付け海苔を気に入った様子で 、リハーサル中にポケットから取り出しては食べていた。
- 音が皇居周辺まで鳴り響いたという後楽園球場での公演。初日のステージを終えたマイケルは球場を後にする際、カメラに向かって「ドモアリガット～♪」と、スティクス「ミスター・ロボット」の一節を口ずさんでみせた。
- この年のツアーパンフレットには、当時まだ公開されていなかったショートフィルム「スムーズ・クリミナル」の写真が掲載されている。
- ステージ裏に設けられた楽屋には、小錦やツアーで来日中だったボン・ジョヴィのメンバーらが訪れ、マイケルと対面している。
- 東京滞在中、マイケルはCBSソニー信濃町スタジオへ。スティーヴィー・ワンダーから送られてきたデュエット「ゲット・イット」のテープに自身のボーカルを追加し、完成させた。
- 移動中、車が赤信号で停車すると、マイケルはたびたび窓を開けて、付近の車に声をかけた。幸運にもサインをもらったファンから「サンキュー」と礼を言われたマイケルは「彼らも英語を話すんだね」と感心した。
- 大阪市役所を表敬訪問したマイケルに、大島靖市長から「大阪市の鍵」が授与された。同行したバブルスが、マイケルに出されたお茶を飲んでみせる一幕もあった。
- この頃、日本国内で発生した幼児誘拐殺人事件に心を痛めたマイケルは、涙ながらに「何かできないだろうか」と、通訳に相談。西宮公演の最中、マイケルは被害者の男の子に哀悼の意を表して「二度とこのような悲しい事件が起こりませんように。今回のジャパン・ツアーを彼に捧げたい」と語り「キャント・ストップ・ラヴィング・ユー」を歌った。
- その西宮公演のラストで「BAD」を歌った際「ドーモアリガトー、トーキョー」と、都市名を言い間違えるハプニング。
- 横浜公演では、ステージを降りたマイケルが、スタッフの制止を振り切ってグラウンドを駆け抜け、一塁側フェンスをよじ登るパフォーマンスを見せた。
- 大阪公演では「ミンナー！」や「（ステージ下へ）オリテイイ？」などの日本語にもトライしたが、発音が悪かったせいか、観客にはあまり通じていなかった。
- マイケルの両親と姉のラトーヤも来日し、マイケル初のソロツアーを見守った。母・キャサリンは「素晴らしいショーだったが、兄弟がいればもっと素晴らしかったはず」との感想を述べた。
- 公演には、毎回VIP席が用意され、養護施設の子どもたちや、マイケルの身の回りの世話をするホテルのスタッフらが招待された。VIP席のチケットが行き渡っているかどうか、マイケルは常に気を配っていた。
- ベジタリアンとして知られた当時のマイケルは、毎週日曜日は「身体の洗争」と称して、断食をしていた。食が細いマイケルのために、日本滞在中は2人の日本人シェフがマイケルの食事を作った。
- 移動のためマイケルは東京・新大阪間を新幹線で2往復。車内でマイケルは、スタッフと共に車両から車両へと渡り歩き、乗客からのサインや写真撮影に応じた。報道陣のカメラを制しようとしたセキュリティにマイケルは「撮らせてあげなよ」と声をかけた。
- 9月28日、銀座四丁目交差点に現れたマイケルは、路上でフォトセッションを敢行。居合わせた群衆に囲まれる騒ぎに。
- 9月29日、東京ディズニーランドを訪問した。この日は、ディズニー側のはからいにより、閉園時刻が早められた。マイケルは「スタッフも楽しませてあげたい」と、総勢250人での貸し切りとなった。
- 9月30日、キャピトル東急ホテルからほど近い場所にあった、千代田区立永田町小学校（1993年廃校）を訪問。児童と共に「もみじ」を歌った。
- 横浜公演を訪れた 盛田昭夫・ソニー会長に、マイケルは電話で「今夜は声が出ず、満足のいくショーができなかった。次回は必ず良いショーをお見せしたいので、また来てほしい」と、何度も謝った。その後、盛田会長の自宅へ招かれたマイケルは、出された二十世紀梨を大変気に入った様子で、1人で全て平らげてしまった。
- 14回の公演で45万人を動員したジャパン・ツアー。球場の周りでは、チケットを持たない人々が漏れてくる音に耳を傾け、中には周辺のビルや歩道橋からステージの様子を覗こうとする人々もいた。9月26日の横浜公演の模様は、同年10月31日に日本テレビのゴールデンタイムに放送された（NTTとペプシは、同特番でもスポンサーを務めた）。マイケル来日による一連の騒動を、当時のメディアは「マイケル台風」と呼んだ。
- 10月19日、離日。この年の日本滞在は41日間に及んだ。マイケルはホテルの黒板に「Make love your weapon to overcome any evil（愛さえあればすべてのものに立ち向かえる）」と書き残した。

1987年11月13日 - 28日：オーストラリア公演
- メルボルンからオーストラリア・ツアー開始。現地のメディアは、オーストラリア発の世界的ヒット映画『クロコダイル・ダンディー』になぞらえて「クロコダイル・ジャクソン」と呼んだ。
- 28日のブリスベン公演では、スティーヴィー・ワンダーが「BAD」にゲスト参加。
- オーストラリア・ツアーの後に訪れる予定だったニュージーランドでは、クリケット協会からスタジアムの使用許可が下りず、ツアー自体がキャンセルとなった。

1988年2月23日 - 5月6日：アメリカ公演
- 1988年のツアーは、アトランタから始まる予定だったが、スポンサーのペプシが、アトランタはライバル会社・コカコーラの本拠地であることを理由に、開催に反対。結果、カンザスシティからのスタートとなった。
- 2月18日、フロリダ州ペンサコーラにてリハーサル中だったマイケルは、地元の小学生420人を会場へ招待。3年生児童による「お金はないけど、あなたに会えたら人生は明るく輝く」とのラップビデオを観たマイケルが、彼らを呼び寄せた。
- 2月23日にカンザスシティから始まった全米ツアーでは、前年のツアーとはステージデザインや衣装、曲目が大幅に入れ替わり「BAD」からの演奏曲は7曲に変更された。
- 新たに曲目に追加された「ダーティー・ダイアナ」や、アンコールの「ザ・ウェイ・ユー・メイク・ミー・フィール」「マン・イン・ザ・ミラー」は、マイケルの体調により演奏しない日も少なくなかった。
- ステージ上のマイケルが姿を消し、別の場所から登場するマジックを考案したのは、ホワイトタイガーを駆使したステージで人気を博した、ドイツ出身のイリュージョニストコンビ、ジークフリート&ロイ。
- お礼として、マイケルは「マインド・イズ・ザ・マジック」という曲をプレゼントした。2009年の映画『マイケル・ジャクソン THIS IS IT』では、マイケルとダンサーたちがこの曲のイントロで踊る「ドリル」が見られる。
- カンザスシティ公演にてマイケルは、ズボンのファスナーを開けたまま登場してしまった。「アナザー・パート・オブ・ミー」を歌っている最中に気づいたマイケルは、観客に背を向けてそっとファスナーを上げた。
- カンザスシティ公演から、ショートフィルム「ザ・ウェイ・ユー・メイク・ミー・フィール」で共演したモデルのタチアナ・サムツェンが、本楽曲の演奏時のみ、登場。
- 3月3日のニューヨーク公演は、全米黒人大学進学基金（UNCF）のチャリティーコンサートとして開催された。マイケルはこの日の収益から、UNCFに60万ドルを寄付。
- ニューヨーク公演では、スティーヴ・スティーヴンスが「ダーティ・ダイアナ」にゲスト参加した。
- ニューヨーク公演の「ザ・ウェイ・ユー・メイク・ミー・フィール」の演奏中、タチアナ・サムツェンがマイケルに突然キスをするハプニング。この直後、タチアナは解雇され、シェリル・クロウが代役に。
- ニューヨーク公演の観客席には、クインシー・ジョーンズ、スティーヴィー・ワンダー、ライオネル・リッチー、プリンス、マドンナらの姿も。
- ペプシのCMで共演した子役ダンサーのジミー・セイフチャック（当時10歳）が、ツアーに同行。コンサート終盤の「BAD」では、多数の子どもたちと共にジミーもステージに登場し、マイケルとダンス合戦を繰り広げた。
- 全米ツアーを終えた5月、マイケルはネバーランドへ転居。ここは「セイ・セイ・セイ」撮影のロケ地として訪れて以来、マイケルのお気に入りの牧場だった場所である。

1988年5月23日 - 9月11日：ヨーロッパ公演
- 5月23日、ローマからヨーロッパ・ツアー開始。夏の暑さに加え、ヨーロッパの公演会場は座席のないオールスタンディング方式だったため、毎回数百人の観客が失神し、救護室へ運ばれた。
- コンサート前半終了後の15分間のバンド演奏タイムには、訪れた国にちなんだ曲が演奏された。「今夜はドント・ストップ」や、スティーヴィー・ワンダー「迷信」、プリンス「ビューティフル・ナイト」などもレパートリーに入っていた。
- ホテル前に詰めかけたファンの群れに向けて、マイケルはサインやメッセージを書いた紙を落としたり、紙飛行機にして飛ばすこともあった。
- 6月19日の西ベルリン公演では、ベルリンの壁の前にステージが設営された。壁の反対側では、数千人の東ベルリン市民がマイケルの演奏を聴こうと、ブランデンブルク門付近へ押し寄せる騒ぎに。この一件は、翌年のベルリンの壁崩壊の遠因のひとつとなったとされる。
- 7月から8月にかけて、ロンドンのウェンブリー・スタジアムにて開催された公演では、7回の公演で50万4000人を動員。ギネスブックに「史上最大規模のコンサートツアー」と認定された。
- 7月16日の公演にチャールズ皇太子とダイアナ妃夫妻が来場。開場前、ダイアナ妃から「今夜のショーで「ダーティ・ダイアナ」を演奏する予定はありますか？」と尋ねられたマイケルは「曲名が失礼にあたるのでやりません」と答えた。しかし、ダイアナ妃は「あの曲は私のお気に入りなので是非やってほしい」と懇願した。
- マイケルが30歳の誕生日を迎えた8月29日のリーズ公演には、母・キャサリンと妹・ジャネットも駆けつけ、9万2000人の観客が「ハッピー・バースデー」を歌い、マイケルを祝福した。
- 8月30日、来日したマネージャーのフランク・ディレオが都内で記者会見を開き「ツアーは重労働、マイケルはこのツアーを最後にステージ活動から引退する」と語った。4年後、マイケルは子供たちへの寄付金集めを目的とした「デンジャラス・ワールド・ツアー」で復帰している。
- ヨーロッパ・ツアーの最終公演地は「ビートルズの出身地に敬意を表したい」というマイケルの希望により、リヴァプールで開催。9月11日にエイントリー競馬場にて開催された公演には、12万5000人が詰めかけた。

1988年9月26日 - 11月13日：アメリカ公演
- ピッツバーグから第2次全米ツアー開始。ピッツバーグはフランク・ディレオの出身地だった。
- 10月29日、映画『ムーンウォーカー』が、日本国内で上映開始。マイケルの意向で、世界に先駆けての公開となった。
- 11月に予定されていたロサンゼルス公演の6回中5回を、風邪を理由にキャンセル。この5回分は、翌1989年1月に延期された。本ワールドツアーは、日本で始まり、日本で終わる計画だったが、ロサンゼルスでファイナルを迎えることに。

1988年12月9日 - 12月26日：東京公演
- 12月8日、マイケルは1年2ヶ月ぶりに来日。成田空港の到着ロビーに姿を見せたマイケルは胸に「寛斎」の文字が入ったジャケット（山本寛斎デザイン）を着用。翌9日から26日までの東京ドーム9公演に臨んだ。
- 11日の公演で、本ワールドツアーの通算入場者数が400万人を突破。見事400万人目に認定された9歳の女の子が開演前の楽屋ヘ招待され、マイケルは笑顔で記念写真に収まった。
- 17日の開演前は、養護施設の子どもたちと対面。花束を受け取ったマイケルは、お礼に1人1人にサイン色紙をプレゼント。
- 公演終了後、場内アナウンスに従って規制退場に応じる日本の観客の様子を見たマイケルは「信じられないほどマナーがいい」と驚き、感心した。
- 前年まで毎週日曜日には断食をしていたマイケルだったが、この頃にはやめていた。長丁場のツアーを乗り切る目的で、鶏肉や魚なども口にするようになっていた。ホテルの部屋では、スイカやポップコーンなどを好んで食べていた。

## セットリスト

### 1987年
1. Wanna Be Startin' Somethin'
2. Things I Do For You
3. Off the Wall
4. Human Nature
5. This Place Hotel
6. She's Out of My Life
7. The Jackson 5 Medley
I Want You Back / The Love You Save / I'll Be There
8. Rock With You
9. Lovely One
10. Bad Groove
バンドによる演奏。
11. Workin' Day and Night
12. Beat It
13. Billie Jean
14. Shake Your Body (Down To the Ground)
15. Thriller
16. I Just Can't Stop Loving You
17. Bad

### 1988年
1. Wanna Be Startin' Somethin'
2. This Place Hotel
3. Another Part of Me
4. I Just Can't Stop Loving You
5. She's Out of My Life
6. The Jackson 5 Medley
I Want You Back / The Love You Save / I'll Be There
7. Rock With You
8. Human Nature
9. Smooth Criminal
10. Dirty Diana
11. Thriller
12. Bad Groove
バンドによる演奏。
13. Workin' Day and Night
14. Beat It
15. Billie Jean
16. Bad
17. The Way You Make Me Feel
18. Man In the Mirror
北米・日本公演では「Human Nature」「Smooth Criminal」の2曲は「Another Part of Me」の後に演奏された。
「Dirty Diana」「The Way You Make Me Feel」「Man In the Mirror」は、本人の体調不良などの理由から、演奏されなかった日も少なくない。

## 日程
| 開催日                            | 都市                   | 国                     | 会場                                         |
| リハーサル・コンサート            | リハーサル・コンサート | リハーサル・コンサート | リハーサル・コンサート                       |
| --------------------------------- | ---------------------- | ---------------------- | -------------------------------------------- |
| 1987年9月11日                     | 東京                   | 日本                   | 後楽園球場                                   |
| アジア                            |                        |                        |                                              |
| 1987年9月12日                     | 東京                   | 日本                   | 後楽園球場                                   |
| 1987年9月13日                     | 東京                   | 日本                   | 後楽園球場                                   |
| 1987年9月14日                     | 東京                   | 日本                   | 後楽園球場                                   |
| 1987年9月19日                     | 西宮                   | 日本                   | 阪急西宮球場                                 |
| 1987年9月20日                     | 西宮                   | 日本                   | 阪急西宮球場                                 |
| 1987年9月21日                     | 西宮                   | 日本                   | 阪急西宮球場                                 |
| 1987年9月25日                     | 横浜                   | 日本                   | 横浜スタジアム                               |
| 1987年9月26日                     | 横浜                   | 日本                   | 横浜スタジアム                               |
| 1987年9月27日                     | 横浜                   | 日本                   | 横浜スタジアム                               |
| 1987年10月3日                     | 横浜                   | 日本                   | 横浜スタジアム                               |
| 1987年10月4日                     | 横浜                   | 日本                   | 横浜スタジアム                               |
| 1987年10月10日                    | 大阪                   | 日本                   | 大阪スタヂアム                               |
| 1987年10月11日                    | 大阪                   | 日本                   | 大阪スタヂアム                               |
| 1987年10月12日                    | 大阪                   | 日本                   | 大阪スタヂアム                               |
| オーストラリア                    |                        |                        |                                              |
| 1987年11月3日[A]                  | パース                 | オーストラリア         | W.A.C.A. Oval                                |
| 1987年11月8日[B]                  | アデレード             | オーストラリア         | アデレード・エアポート・スタジアム           |
| 1987年11月13日                    | メルボルン             | オーストラリア         | オリンピックパーク・スタジアム               |
| 1987年11月20日                    | シドニー               | オーストラリア         | パラマタ・スタジアム                         |
| 1987年11月21日                    | シドニー               | オーストラリア         | パラマタ・スタジアム                         |
| 1987年11月27日                    | ブリスベーン           | オーストラリア         | ブリスベーン・エンターテインメント・センター |
| 1987年11月28日                    | ブリスベーン           | オーストラリア         | ブリスベーン・エンターテインメント・センター |
| 1987年12月2日[C]                  | ウェリントン           | ニュージーランド       | アスレティック・パーク                       |
| 1987年12月6日[D]                  | オークランド           | ニュージーランド       | マウント・スマート・スタジアム               |
| フルドレス リハーサル・コンサート |                        |                        |                                              |
| 1988年2月18日                     | ペンサコーラ           | アメリカ合衆国         | ペンサコーラ・シビックセンター               |
| North America opening dates       |                        |                        |                                              |
| 1988年2月23日                     | カンザスシティ         | アメリカ合衆国         | ケンパー・アリーナ                           |
| 1988年2月24日                     | カンザスシティ         | アメリカ合衆国         | ケンパー・アリーナ                           |
| 30th Grammy Awards Show           |                        |                        |                                              |
| 1988年3月2日                      | ニューヨーク           | アメリカ合衆国         | ラジオシティ・ミュージックホール             |
| 北アメリカ                        |                        |                        |                                              |
| 1988年3月3日                      | ニューヨーク           | アメリカ合衆国         | マディソン・スクエア・ガーデン               |
| 1988年3月5日                      | ニューヨーク           | アメリカ合衆国         | マディソン・スクエア・ガーデン               |
| 1988年3月6日                      | ニューヨーク           | アメリカ合衆国         | マディソン・スクエア・ガーデン               |
| 1988年3月12日[E]                  | セントルイス           | アメリカ合衆国         | セントルイス・アリーナ                       |
| 1988年3月13日                     | セントルイス           | アメリカ合衆国         | セントルイス・アリーナ                       |
| 1988年3月18日                     | インディアナポリス     | アメリカ合衆国         | マーケット・スクエア・アリーナ               |
| 1988年3月19日                     | インディアナポリス     | アメリカ合衆国         | マーケット・スクエア・アリーナ               |
| 1988年3月20日                     | ルイビル               | アメリカ合衆国         | フリーダム・ホール                           |
| 1988年3月24日                     | デンバー               | アメリカ合衆国         | マクニコルズ・スポーツ・アリーナ             |
| 1988年3月25日                     | デンバー               | アメリカ合衆国         | マクニコルズ・スポーツ・アリーナ             |
| 1988年3月26日                     | デンバー               | アメリカ合衆国         | マクニコルズ・スポーツ・アリーナ             |
| 1988年3月30日                     | ハートフォード         | アメリカ合衆国         | ハートフォード・シビック・アリーナ           |
| 1988年3月31日                     | ハートフォード         | アメリカ合衆国         | ハートフォード・シビック・アリーナ           |
| 1988年4月1日                      | ハートフォード         | アメリカ合衆国         | ハートフォード・シビック・アリーナ           |
| 1988年4月8日                      | ヒューストン           | アメリカ合衆国         | ザ・サミット                                 |
| 1988年4月9日                      | ヒューストン           | アメリカ合衆国         | ザ・サミット                                 |
| 1988年4月10日                     | ヒューストン           | アメリカ合衆国         | ザ・サミット                                 |
| 1988年4月13日                     | アトランタ             | アメリカ合衆国         | オムニ・コロシアム                           |
| 1988年4月14日                     | アトランタ             | アメリカ合衆国         | オムニ・コロシアム                           |
| 1988年4月15日                     | アトランタ             | アメリカ合衆国         | オムニ・コロシアム                           |
| 1988年4月19日                     | ローズモント           | アメリカ合衆国         | ローズモント・ホライズン                     |
| 1988年4月20日                     | ローズモント           | アメリカ合衆国         | ローズモント・ホライズン                     |
| 1988年4月21日                     | ローズモント           | アメリカ合衆国         | ローズモント・ホライズン                     |
| 1988年4月25日                     | ダラス                 | アメリカ合衆国         | リユニオン・アリーナ                         |
| 1988年4月26日                     | ダラス                 | アメリカ合衆国         | リユニオン・アリーナ                         |
| 1988年4月27日                     | ダラス                 | アメリカ合衆国         | リユニオン・アリーナ                         |
| 1988年5月4日                      | ミネアポリス           | アメリカ合衆国         | メット・センター                             |
| 1988年5月5日                      | ミネアポリス           | アメリカ合衆国         | メット・センター                             |
| 1988年5月6日                      | ミネアポリス           | アメリカ合衆国         | メット・センター                             |
| ヨーロッパ                        |                        |                        |                                              |
| 1988年5月23日                     | ローマ                 | イタリア               | スタディオ・フラミニオ                       |
| 1988年5月24日                     | ローマ                 | イタリア               | スタディオ・フラミニオ                       |
| 1988年5月29日                     | トリノ                 | イタリア               | スタディオ・オリンピコ・ディ・トリノ         |
| 1988年6月2日                      | ウィーン               | オーストリア           | プラーターシュターディオン                   |
| 1988年6月5日                      | ロッテルダム           | オランダ               | デ・カイプ                                   |
| 1988年6月6日                      | ロッテルダム           | オランダ               | デ・カイプ                                   |
| 1988年6月7日                      | ロッテルダム           | オランダ               | デ・カイプ                                   |
| 1988年6月11日                     | ヨーテボリ             | スウェーデン           | エリクスバーグ・ドックス・グラウンズ         |
| 1988年6月12日                     | ヨーテボリ             | スウェーデン           | エリクスバーグ・ドックス・グラウンズ         |
| 1988年6月16日                     | バーゼル               | スイス                 | シュタディオン・ザンクト・ヤコブ             |
| 1988年6月19日                     | 西ベルリン             | 西ドイツ               | Reichstag Grounds                            |
| 1988年6月23日[F]                  | リヨン                 | フランス               | スタッド・ジェルラン                         |
| 1988年6月27日                     | パリ                   | フランス               | パルク・デ・プランス                         |
| 1988年6月28日                     | パリ                   | フランス               | パルク・デ・プランス                         |
| 1988年7月1日                      | ハンブルク             | 西ドイツ               | フォルクスパルクシュタディオン               |
| 1988年7月3日                      | ケルン                 | 西ドイツ               | ラインエネルギーシュタディオン               |
| 1988年7月8日                      | ミュンヘン             | 西ドイツ               | ミュンヘン・オリンピアシュタディオン         |
| 1988年7月10日                     | ホッケンハイム         | 西ドイツ               | ホッケンハイムリンク                         |
| 1988年7月14日                     | ロンドン               | イギリス               | ウェンブリー・スタジアム                     |
| 1988年7月15日                     | ロンドン               | イギリス               | ウェンブリー・スタジアム                     |
| 1988年7月16日                     | ロンドン               | イギリス               | ウェンブリー・スタジアム                     |
| 1988年7月22日                     | ロンドン               | イギリス               | ウェンブリー・スタジアム                     |
| 1988年7月23日                     | ロンドン               | イギリス               | ウェンブリー・スタジアム                     |
| 1988年7月26日                     | カーディフ             | イギリス               | カーディフ・アームズパーク                   |
| 1988年7月30日                     | コーク                 | アイルランド           | Páirc Uí Chaoimh                             |
| 1988年7月31日                     | コーク                 | アイルランド           | Páirc Uí Chaoimh                             |
| 1988年8月5日                      | マルベーリャ           | スペイン               | Estadio Municipal de Marbella                |
| 1988年8月7日                      | マドリード             | スペイン               | エスタディオ・ビセンテ・カルデロン           |
| 1988年8月9日                      | バルセロナ             | スペイン               | カンプ・ノウ                                 |
| 1988年8月12日                     | モンペリエ             | フランス               | Stade Richter                                |
| 1988年8月14日                     | ニース                 | フランス               | Stade Charles-Ehrmann                        |
| 1988年8月19日                     | ローザンヌ             | スイス                 | スタッド・オランピック・ドゥ・ラ・ポンテーズ |
| 1988年8月21日                     | ヴュルツブルク         | 西ドイツ               | Talavera Wiesen Grounds                      |
| 1988年8月23日                     | ウェルフテル           | ベルギー               | ウェルフテル・フェスティバル・グラウンド     |
| 1988年8月26日                     | ロンドン               | イギリス               | ウェンブリー                                 |
| 1988年8月27日                     | ロンドン               | イギリス               | ウェンブリー                                 |
| 1988年8月29日                     | リーズ                 | イギリス               | ラウンドヘイ・パーク                         |
| 1988年9月2日                      | ハノーヴァー           | 西ドイツ               | ニーダーザクセンシュタディオン               |
| 1988年9月4日                      | ゲルゼンキルヒェン     | 西ドイツ               | パルクシュタディオン                         |
| 1988年9月6日                      | リンツ                 | オーストリア           | リンツァー・シュターディオン                 |
| 1988年9月10日                     | ミルトン・キーンズ     | イギリス               | ナショナルボウル                             |
| 1988年9月11日                     | リバプール             | イギリス               | エイントリー競馬場                           |
| 北アメリカ                        |                        |                        |                                              |
| 1988年9月26日                     | ピッツバーグ           | アメリカ合衆国         | ピッツバーグ・シビック・アリーナ             |
| 1988年9月27日                     | ピッツバーグ           | アメリカ合衆国         | ピッツバーグ・シビック・アリーナ             |
| 1988年9月28日                     | ピッツバーグ           | アメリカ合衆国         | ピッツバーグ・シビック・アリーナ             |
| 1988年10月3日                     | イーストラザフォード   | アメリカ合衆国         | メドーランズ・アリーナ                       |
| 1988年10月4日                     | イーストラザフォード   | アメリカ合衆国         | メドーランズ・アリーナ                       |
| 1988年10月5日                     | イーストラザフォード   | アメリカ合衆国         | メドーランズ・アリーナ                       |
| 1988年10月10日                    | リッチフィールド       | アメリカ合衆国         | リッチフィールド・コロシアム                 |
| 1988年10月11日                    | リッチフィールド       | アメリカ合衆国         | リッチフィールド・コロシアム                 |
| 1988年10月13日                    | ランドーバー           | アメリカ合衆国         | キャピタル・センター                         |
| 1988年10月17日                    | ランドーバー           | アメリカ合衆国         | キャピタル・センター                         |
| 1988年10月18日                    | ランドーバー           | アメリカ合衆国         | キャピタル・センター                         |
| 1988年10月19日                    | ランドーバー           | アメリカ合衆国         | キャピタル・センター                         |
| 1988年10月24日                    | オーバーンヒルズ       | アメリカ合衆国         | ザ・パレス・オブ・オーバーンヒルズ           |
| 1988年10月25日                    | オーバーンヒルズ       | アメリカ合衆国         | ザ・パレス・オブ・オーバーンヒルズ           |
| 1988年10月26日                    | オーバーンヒルズ       | アメリカ合衆国         | ザ・パレス・オブ・オーバーンヒルズ           |
| 1988年10月31日[G]                 | タコマ                 | アメリカ合衆国         | タコマドーム                                 |
| 1988年11月1日[H]                  | タコマ                 | アメリカ合衆国         | タコマドーム                                 |
| 1988年11月2日[I]                  | タコマ                 | アメリカ合衆国         | タコマドーム                                 |
| 1988年11月7日                     | アーバイン             | アメリカ合衆国         | アーバイン・メドーズ・アンフィシアター       |
| 1988年11月8日                     | アーバイン             | アメリカ合衆国         | アーバイン・メドーズ・アンフィシアター       |
| 1988年11月9日                     | アーバイン             | アメリカ合衆国         | アーバイン・メドーズ・アンフィシアター       |
| 1988年11月13日                    | ロサンゼルス           | アメリカ合衆国         | ロサンゼルス・メモリアル・スポーツ・アリーナ |
| アジア                            |                        |                        |                                              |
| 1988年12月9日                     | 東京                   | 日本                   | 東京ドーム                                   |
| 1988年12月10日                    | 東京                   | 日本                   | 東京ドーム                                   |
| 1988年12月11日                    | 東京                   | 日本                   | 東京ドーム                                   |
| 1988年12月17日                    | 東京                   | 日本                   | 東京ドーム                                   |
| 1988年12月18日                    | 東京                   | 日本                   | 東京ドーム                                   |
| 1988年12月19日                    | 東京                   | 日本                   | 東京ドーム                                   |
| 1988年12月24日                    | 東京                   | 日本                   | 東京ドーム                                   |
| 1988年12月25日                    | 東京                   | 日本                   | 東京ドーム                                   |
| 1988年12月26日                    | 東京                   | 日本                   | 東京ドーム                                   |
| 北アメリカ                        |                        |                        |                                              |
| 1989年1月16日                     | ロサンゼルス           | アメリカ合衆国         | ロサンゼルス・メモリアルスポーツアリーナ     |
| 1989年1月17日                     | ロサンゼルス           | アメリカ合衆国         | ロサンゼルス・メモリアルスポーツアリーナ     |
| 1989年1月18日                     | ロサンゼルス           | アメリカ合衆国         | ロサンゼルス・メモリアルスポーツアリーナ     |
| 1989年1月26日                     | ロサンゼルス           | アメリカ合衆国         | ロサンゼルス・メモリアルスポーツアリーナ     |
| 1989年1月27日                     | ロサンゼルス           | アメリカ合衆国         | ロサンゼルス・メモリアルスポーツアリーナ     |

1987年、後楽園球場と横浜スタジアムにて開催された公演の前売り券を私立大学生17人を使って約550枚を買い占め、S席（6,500円）を最高11万円、A席（5,000円）を最高2万円で売るなど、約70枚（約40万円）を計150万円で売ったチケットブローカーが逮捕された。
大阪市西区の架空会社が、新聞広告などで別の旅行会社の名前を使い、チケット代金などとして現金書留による送金で数千万円を集め、持ち逃げした。
9月12日・13日には、チケットを高く売りつけていたダフ屋が、警視庁防犯特捜隊や富坂警察署に逮捕された。